# Lauküla
Lauküla – wieś położona w estońskiej gminie Otepää.
Według spisu ludności z 2021 roku wieś Lauküla miała 89 mieszkańców.